# 2020年夏季帕拉林匹克運動會射箭比賽
2020年夏季帕拉林匹克運動會射箭比賽，是因嚴重特殊傳染性肺炎疫情而延期至2021年舉行的第16屆夏季帕拉林匹克運動會的其中一個比賽項目，於2021年8月27日至9月4日在東京夢之島公園射箭場進行。總共有9個項目：3項男子比賽、3項女子比賽和3項混合團體比賽。

## 比賽分級
射箭比賽是給予有肢體障礙的運動員參加的比賽項目。接照運動員的身障程度，可以分為2個級別：
- W1級：四肢損傷。
- 公開級：包含W2級和ST級，上肢功能正常，下肢輕微至嚴重損傷。

## 比賽項目
本屆射箭比賽共設9個小項。

| - 男子個人複合弓公開級 - 女子個人複合弓公開級 - 團體複合弓公開級 | - 男子個人反曲弓公開級 - 女子個人反曲弓公開級 - 團體反曲弓公開級 | - 男子個人W1級 - 女子個人W1級 - 混合團體W1級 |  |

## 參賽國家和地區
- （4）
- 比利时（1）
- 不丹（1）
- 巴西（6）
- 加拿大（1）
- 智利（1）
- 中国（13）
- 哥伦比亚（1）
- 哥斯达黎加（1）
- 捷克（4）
- 芬兰（1）
- 法国（4）
- 德国（1）
- 英国（7）
- 希腊（1）
- 中国香港（1）
- 匈牙利（1）
- 印度（5）
- 伊拉克（2）
- 爱尔兰（1）
- 伊朗（6）
- 意大利（8）
- 日本（7）（主辦國）
- 拉脱维亚（1）
- 马来西亚（2）
- 墨西哥（2）
- 蒙古（2）
- 波兰（2）
- 韩国（6）
- 罗马尼亚（1）
- （11）
- 新加坡（1）
- 斯洛伐克（3）
- 斯洛文尼亚（1）
- 南非（2）
- 西班牙（1）
- 斯里兰卡（1）
- 瑞典（1）
- 泰国（5）
- 土耳其（11）
- 乌克兰（2）
- 美国（7）

## 日程
以下是射箭項目的賽程安排：
| ● | 預賽 | ● | 決賽 |

| 日期                 | 8月27日 | 8月28日 | 8月29日 | 8月30日 | 8月31日 | 9月1日 | 9月2日 | 9月3日 | 9月4日 |
| -------------------- | ------- | ------- | ------- | ------- | ------- | ------ | ------ | ------ | ------ |
| 男子個人W1級         | ●       |         |         | ●       |         |        |        |        |        |
| 男子個人公開級複合弓 | ●       | ●       |         |         | ●       |        |        |        |        |
| 男子個人公開級反曲弓 | ●       |         |         |         |         |        |        | ●      |        |
| 女子個人W1級         | ●       |         |         |         | ●       |        |        |        |        |
| 女子個人公開級複合弓 | ●       |         | ●       | ●       |         |        |        |        |        |
| 女子個人公開級反曲弓 | ●       |         |         |         |         |        | ●      |        |        |
| 混合團體W1級         |         | ●       |         |         |         |        |        |        |        |
| 混合團體公開級複合弓 |         |         | ●       |         |         |        |        |        |        |
| 混合團體公開級反曲弓 |         |         |         |         |         |        |        |        | ●      |

## 奖牌榜
| 排名                 | 代表团               | 金牌 | 銀牌 | 銅牌 | 总计 |
| -------------------- | -------------------- | ---- | ---- | ---- | ---- |
| 1                    | 中国                 | 4    | 1    | 3    | 8    |
| 2                    | 捷克                 | 1    | 2    | 0    | 3    |
| 3                    | 伊朗                 | 1    | 1    | 0    | 2    |
| 4                    |                      | 1    | 0    | 2    | 3    |
| 5                    | 英国                 | 1    | 0    | 1    | 2    |
| 6                    | 美国                 | 1    | 0    | 0    | 1    |
| 7                    | 意大利               | 0    | 2    | 1    | 3    |
| 7                    | 土耳其               | 0    | 2    | 1    | 3    |
| 9                    | 智利                 | 0    | 1    | 0    | 1    |
| 10                   | 印度                 | 0    | 0    | 1    | 1    |
| 总计（共10个代表团） | 总计（共10个代表团） | 9    | 9    | 9    | 27   |

## 獎牌得主
| 項目                 | 金牌                                           | 银牌                                                   | 铜牌                                           |
| 男子個人W1級         | 达维德·德拉霍宁斯基 · 捷克（CZE）              | Nihat Türkmenoğlu · 土耳其（TUR）                      | 巴赫丁·海基姆奥卢 · 土耳其（TUR）              |
| 男子個人公開級複合弓 | 何梓豪 · 中国（CHN）                           | Ramezan Biabani · 伊朗（IRI）                          | 艾新亮 · 中国（CHN）                           |
| 男子個人公開級反曲弓 | 凯文·马瑟 · 美国（USA）                        | 赵理学 · 中国（CHN）                                   | Harvinder Singh · 印度（IND）                  |
| 女子個人W1級         | 陈敏仪 · 中国（CHN）                           | 沙尔卡·穆西洛娃 · 捷克（CZE）                          | Victoria Rumary · 英国（GBR）                  |
| 女子個人公開級複合弓 | Phoebe Paterson Pine · 英国（GBR）             | Mariana Zúñiga · 智利（CHI）                           | 玛丽亚·安德烈娅·维尔吉利奥 · 意大利（ITA）     |
| 女子個人公開級反曲弓 | 扎赫拉·内玛提 · 伊朗（IRI）                    | 温琴扎·彼得里利 · 意大利（ITA）                        | 吴春艳 · 中国（CHN）                           |
| 混合團體W1級         | 中国（CHN） · 陈敏仪 · 张天鑫                  | 捷克（CZE） · 达维德·德拉霍宁斯基 · 沙尔卡·穆西洛娃    | （RPC） · Elena Krutova · Aleksei Leonov       |
| 混合團體公開級複合弓 | 中国（CHN） · 林月珊 · 何梓豪                  | 土耳其（TUR） · 厄兹努尔·居雷 · 比伦特·科尔克马兹      | （RPC） · Stepanida Artakhinova · Bair Shigaev |
| 混合團體公開級反曲弓 | （RPC） · Margarita Sidorenko · Kirill Smirnov | 意大利（ITA） · Elisabetta Mijno · 斯特凡诺·特拉维萨尼 | 中国（CHN） · 吴春艳 · 赵理学                  |